# Paul Weber (Kunsthistoriker)

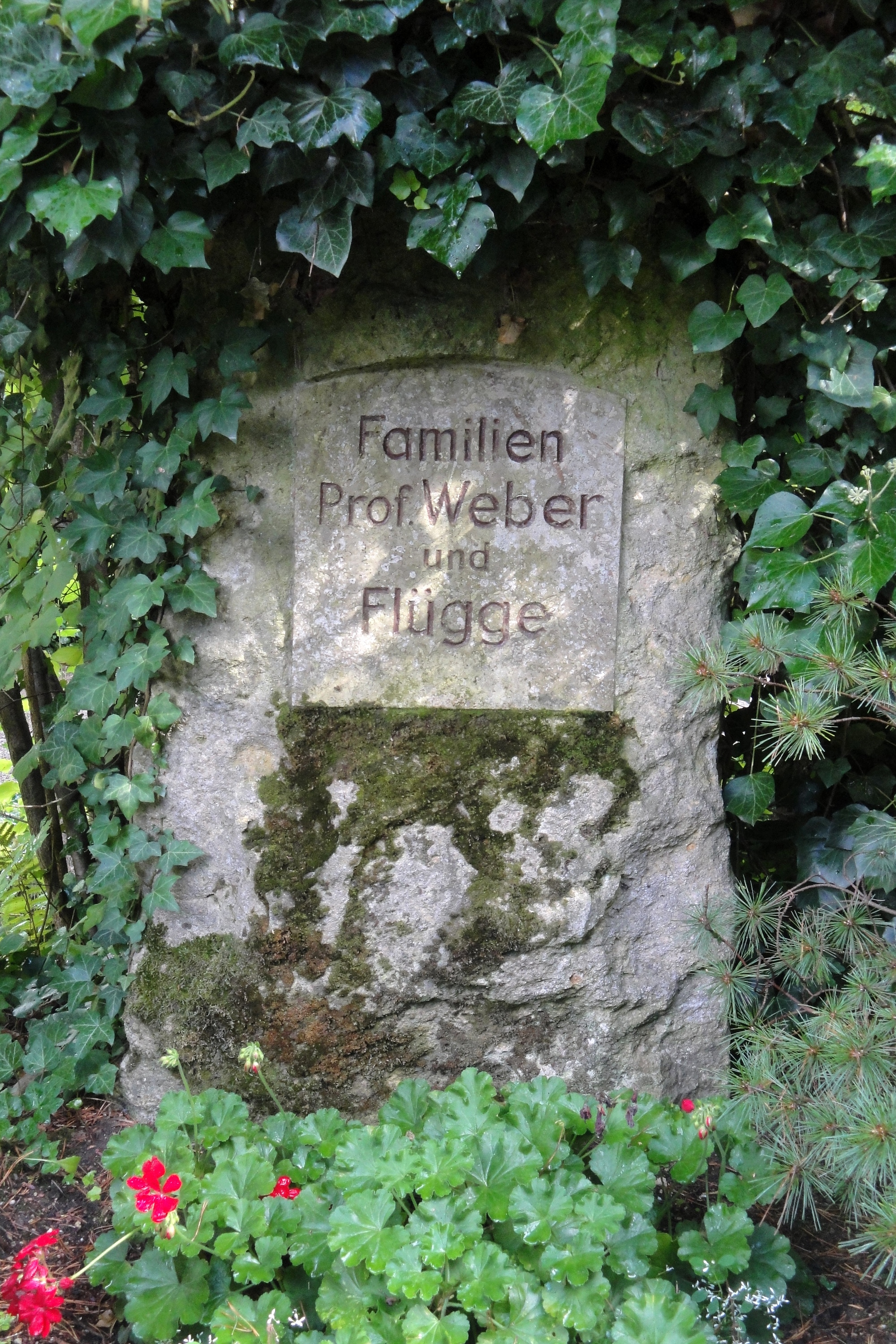
Grab von Paul Weber auf dem Nordfriedhof in Jena

Paul Weber, geb. Paul Josephson (* 29. April 1868 in Schwelm in Westfalen; † 28. Januar 1930 in Jena) war ein deutscher Kunsthistoriker und Denkmalpfleger.

## Leben
Nach Absolvierung des Goethe-Gymnasiums in Gera studierte Paul Weber die Fächer Kunstgeschichte, Geschichte und Klassische Archäologie an den Universitäten Heidelberg, Straßburg und Leipzig, wo er 1894 bei August Schmarsow mit einer Dissertation über das Geistliche Schauspiel und kirchliche Kunst, in ihrem Verhältnis erläutert an einer Ikonographie der Kirche und Synagogue promoviert wurde. Seit seinem Studium war er Mitglied und später Alter Herr der Philologisch-Historischen Verbindung Cimbria Heidelberg im Naumburger Kartellverband.
1896 habilitierte er sich an der Universität Jena mit einer Arbeit Die Wandgemälde zu Burgfelden auf der Schwäbischen Alb: ein Baustein zu einer Geschichte der deutschen Wandmalerei im frühen Mittelalter und nahm hier die Lehrtätigkeit auf. 1900 wurde Weber zum außerordentlichen Professor (ohne Gehalt) berufen. Erst 1917 erhielt er mit der Einrichtung getrennter Lehrstühle für Archäologie und Kunstgeschichte eine Vergütung als außerordentlicher Professor und 1923 die Beförderung zum ordentlichen Professor für Neuere Kunstgeschichte.
1901 gründete Weber das Stadtmuseum Jena, das im Stadthaus in der Weigelstraße im ersten und zweiten Stock seinen Sitz hatte und das er bis zu seinem Tode leitete. Beim Abriss des Jenaer Stadtschlosses 1906 dokumentierte Paul Weber den Altbestand und rettete zahlreiche Einrichtungsgegenstände für das Stadtmuseum.
Paul Weber engagierte sich in Fragen des Denkmalschutzes und war Mitbegründer der Heimatschutzbewegung. Ab 1896 arbeitete er unter Cornelius Gurlitt an dem Inventarisationsprojekt der Beschreibenden Darstellung der älteren Bau- und Kunstdenkmäler des Königreichs Sachsen mit. Für das 1901 durch Ludwig Bickell begründete Inventar der Bau- und Kunstdenkmäler im Regierungsbezirk Cassel verfasste er den 5. Band über den Landkreis Herrschaft Schmalkalden. Während des Ersten Weltkriegs erfolgte sein Einsatz im Kunstschutz in Wilna als ständiger Denkmalspfleger für Litauen. 1921 legte Weber den Entwurf eines Denkmal- und Heimatschutzgesetzes für Thüringen vor.

## Darstellung Webers in der bildenden Kunst
- Helmut Krause: Porträt von Prof. Paul Weber (Holzschnitt, 37,8 × 23,8 cm; ein Exemplar in der Graphischen Sammlung der Städtischen Museen Jena)

## Ehrungen
In Jena wurde die Paul-Weber-Straße nach ihm benannt.

## Schriften (in Auswahl)
- Geistliches Schauspiel und kirchliche Kunst, in ihrem Verhältnis erläutert an einer Ikonographie der Kirche und Synagogue; eine kunsthistorische Studie. Ebner & Seubert, Stuttgart 1894.
- Die Wandgemälde zu Burgfelden auf der Schwäbischen Alb: ein Baustein zu einer Geschichte der deutschen Wandmalerei im frühen Mittelalter, zugleich ein Beitrag zur ältesten Geschichte der zollerischen Stammlande. Bergstraesser, Darmstadt 1896.
- Beiträge zu Dürers Weltanschauung: eine Studie über die drei Stiche Ritter Tod und Teufel, Melancholie und Hieronymus im Gehäuse. (Studien zur deutschen Kunstgeschichte; 23) Heitz, Straßburg 1900.
- Die Iweinbilder aus dem 13. Jahrhundert im Hessenhofe zu Schmalkalden. In: Zeitschrift für bildende Kunst NF. 12, 1900/1901, S. 73–84 und 113–120.
- Heimatschutz, Denkmalpflege und Bodenreform. (Soziale Zeitfragen, Bd. 26). Verlag Bodenreform, Berlin 1906.
- Denkmalpflege und Heimatschutz in der Gesetzgebung der Gegenwart. In: Blätter für Rechtspflege in Thüringen und Anhalt 35, 1908, S. 161–181.
- Die Bau- und Kunstdenkmäler im Regierungsbezirk Cassel. Band V: Kreis Herrschaft Schmalkalden. Atlasband und Textband. Marburg 1913
- Wilna eine vergessene Kunststätte, mit 2 Farbtafeln, 135 Textbildern und einem Plan der Altstadt, Verlag der Zeitung der 10. Armee Wilna 1917. Für den Buchhandel in Deutschland Verlag von Nr. Piper u. Co. München[4]